# 富士宮市立上井出小学校
富士宮市立上井出小学校（ふじのみやしりつ かみいでしょうがっこう）は、静岡県富士宮市にある公立小学校。

## 概要
- 本校は、上井出区の避難所に指定されている[1]。

## 沿革
- 明治7年5月13日 (1874年) 上井出1番地に「麗岳舎」として開設
- 明治22年4月 (1889年) 上井出小学校と改称、猪之頭・人穴に分校設置
- 明治34年11月 (1901年) 上井出村上井出1番地に移転
- 明治44年4月 (1911年) 上井出村上井出635番地の2（峰山）に増築移転
- 昭和22年4月 (1947年) 新学制実施に伴い、上井出村立上井出小学校と改称
- 昭和22年7月 (1947年) 峰山校舎を売却し、少年戦車兵学校の棟を改造して上井出1400番地に移転
- 昭和33年4月1日 (1958年) 富士宮市と町村合併し、富士宮市立上井出小学校並びに富士宮市立上井出小学校人穴分校と改称
- 昭和39年4月1日 (1964年) 人穴分校が独立し、富士宮市立人穴小学校と改称
- 昭和43年8月1日 (1968年) プール改造工事完成
- 昭和44年6月24日 (1969年) 校旗披露式
- 昭和47年12月19日 (1972年) 校歌制定
- 昭和49年2月20日 (1974年) 老人ホーム慰問開始
- 昭和49年5月13日 (1974年) 学校創立百年祭実施
- 昭和53年5月8日 (1978年) 校舎竣工式
- 昭和54年4月17日 (1979年) 屋内運動場竣工式
- 昭和54年6月23日 (1979年) 校舎南側に花壇完成
- 昭和55年2月7日 (1980年) 校舎北側に物置小屋完成
- 昭和55年3月7日 (1980年) 校門完成
- 昭和61年12月3日 (1986年) 新プール完成
- 昭和61年12月20日 (1986年) 新プール竣工式
- 平成元年3月17日 (1989年) 玄関防水工事完了
- 平成3年2月1日 (1991年) 図書室改装工事（床じゅうたん張り他）完成
- 平成8年1月24日 (1996年) プール大時計設置
- 平成8年2月15日 (1996年) 飼育小屋完成式・感謝状贈呈式（市教委よりPTAに）
- 平成14年7月29日 (2002年) 第4回富士宮市長旗小学生ソフトボール大会女子チーム優勝
- 平成18年1月20日 (2006年) 屋内運動場耐震工事完了
- 平成23年12月21日 (2011年) 第14回富士宮市新体力テスト最優秀校（第1位）「富士宮市長賞」授与式
- 平成29年7月30日 (2017年) 第19回富士宮市長旗小学生ソフトボール大会男子チーム優勝
- 平成29年12月19日 (2017年) 第20回富士宮市新体力テスト優秀校「教育長特別賞」（伸び率1位）授与式
- 令和元年11月12日 (2019年) 校舎トイレ改修工事完成（トイレ完成感謝の会開催）
- 令和元年12月17日 (2019年) 第22回富士宮市新体力テスト優秀校「教育長特別賞」（伸び率1位）授与式
- 令和2年3月18日 (2020年) 校舎エアコン工事完成

## 児童数
|        | 1年 | 2年 | 3年 | 4年 | 5年 | 6年 | 合計 |
| ------ | --- | --- | --- | --- | --- | --- | ---- |
| 児童数 | 15  | 10  | 15  | 10  | 13  | 12  | 75名 |

## 通学区域
上井出区、芝山区、北山4区（1町内1班）

## 進学先中学校
- 富士宮市立西富士中学校

## 周辺
- 富士宮市立西富士図書館 - 西に約1km[3]
- 富士宮市立西富士中学校 - 北西に約2km
- 富士宮市立北山小学校 - 南に約3.5km

## アクセス
- 静岡富士病院（バス停・富士急バス）から徒歩9分